# Lorea Ibarzabal
Lorea Ibarzabal Padorno (Las Palmas de Gran Canaria, 7 de noviembre de 1994) es una deportista olímpica española que compite en atletismo, especialista en las carreras de mediofondo.Ha sido seis veces Campeona de España de 800 metros. Cuatro en pista cubierta (2021, 2023, 2024,2025) y dos veces al aire libre (2023 y 2024).
Estudió Ingeniería Mecánica en la Universidad de Portland. Y tiene también un master en Ingeniería de Desarrollo de Producto en la Universidad del Sur de California.,otro master en Biomecánica en la Universidad de Dundee y un tercero en Big Data por la UCAM.

## Competiciones internacionales
| Representando a España | Representando a España                 | Representando a España   | Representando a España | Representando a España | Representando a España |
| Año                    | Competición                            | Sede                     | Puesto                 | Prueba                 | Marca                  |
| ---------------------- | -------------------------------------- | ------------------------ | ---------------------- | ---------------------- | ---------------------- |
| 2023                   | Campeonato Europeo en pista cubierta   | Estambul (Turquía)       | 4.º                    | 800 m                  | 2:00,87                |
| 2023                   | Juegos Europeos                        | Chorzów (Polonia)        | 5.º                    | 800 m                  | 2:00,86                |
| 2023                   | Campeonato del Mundo                   | Budapest (Hungría)       | 55.º (s.)              | 800 m                  | 2:06,33                |
| 2024                   | Campeonato Mundial en pista cubierta   | Glasgow (Reino Unido)    | 11.º (sf.)             | 800 m                  | 2:00,73                |
| 2024                   | Campeonato de Europa                   | Roma (Italia)            | 12.º (s.)              | 800 m                  | 2:01,15                |
|                        | Juegos Olímpicos                       | París (Francia)          | 33.º (s.)              | 800 m                  | 2:00.71                |
| 2025                   | Campeonato de Europa en pista cubierta | Apeldoorn (Países Bajos) | 9.º (s.)               | 800 m                  | 2:03.50                |
| 2025                   | Campeonato Mundial en Pista Cubierta   | Nankín (China)           | 4.º (sf.)              | 800 m                  | 2:02,57                |
| 2025                   | Campeonato de Europa por Equipos       | Madrid (España)          | 10.º                   | 800 m                  | 2:02.41                |

1. ↑  6.ª (1:59.81) en la repesca

## Marcas personales
| Prueba      | Marca   | Lugar  | Fecha               |
| ----------- | ------- | ------ | ------------------- |
| 800 metros  | 1:59.80 | Madrid | 21 de junio de 2024 |
| 1500 metros | 4:08.56 | Nerja  | 30 de abril de 2024 |

| Prueba     | Marca   | Lugar   | Fecha              |
| ---------- | ------- | ------- | ------------------ |
| 800 metros | 2:00.56 | Glasgow | 1 de marzo de 2024 |